# Street magic

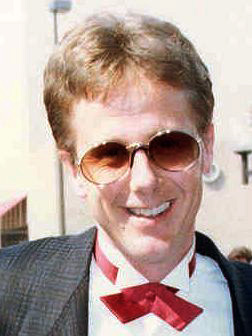
Harry Anderson

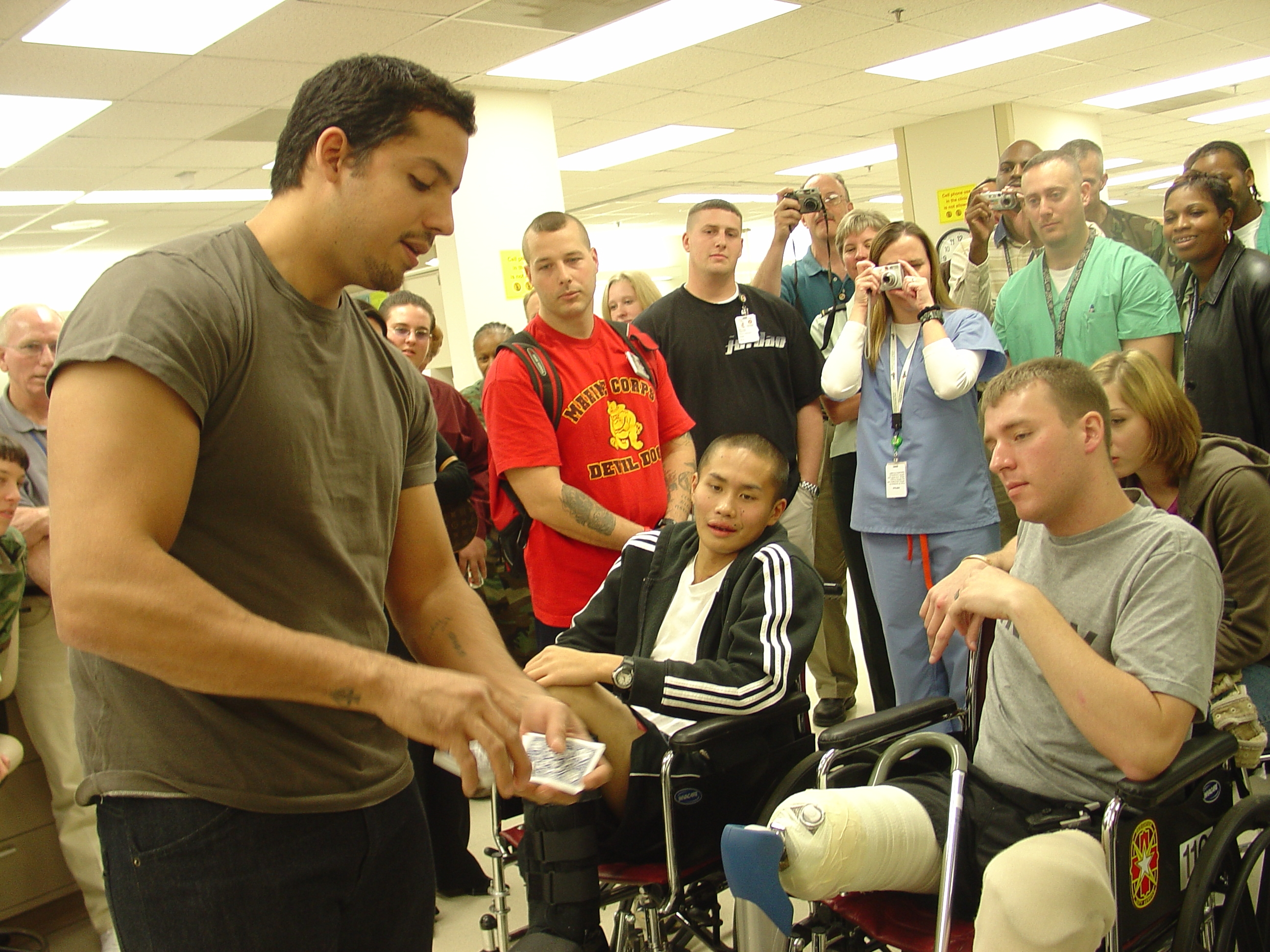
David Blaine treedt op met zijn street magic in het Brooke Army Medical Center in 2005

Street magic is een vorm van goochelen, illusionisme en close-up magic.
Bij street magic houdt de goochelaar op straat mensen aan om een truc te laten zien. Vaak wordt de andere persoon hierbij betrokken.

## Bekende streetmagic trucs
- Cigarette Through Coin
- Fruit Loops
- Fly Resurrection
- Twisting Arm Illusion
- Changing Card Illusion
- Coin bite
- Voodoo ash trick
- Cups and balls
- Ace Shake
- Rising card
- Ambitious Card Routine

## Streetmagic goochelaars
- Criss Angel
- David Blaine
- Derren Brown
- Gazzo Macee
- Jeff Sheridan
- Harry Anderson
- Barry Jones
- Stuart Macleod
- Roadmage
- Cyril Takayama
- Daniel Garcia
- Paul Zenon
- Chris Crudelli
- Danny Hustle